# Juan Antonio Álvarez Rabanal
Juan Antonio Álvarez Rabanal (Carrocera, León, 2 de enero de 1935 - Redipuertas, León, 12 de julio de 2001) fue un sacerdote español. Fue párroco de la parroquia del Campo de los Reyes de Oviedo entre 1974 y 2001. Impulsó la creación de un equipo de fútbol parroquial que acabaría convirtiéndose en el Club Deportivo Covadonga. Durante su actividad apostólica en la parroquia también fundó otros grupos de actividades, como el Grupo de montaña-Íbice, el de Danzas de Nuestra Señora de Covadonga, el Comité de Parados del barrio de Teatinos, y el Movimiento Juvenil Nuestra Señora de Covadonga, entre otros.
Como homenaje a su persona, en 2001 se le dedicó una calle en el barrio de Teatinos de Oviedo, que transcurre ante las puertas del recinto del Hospital Psiquiátrico de La Cadellada y en 2004 se le hizo un busto de bronce, obra de  Soraya Cartategui, ubicada en la misma calle de su nombre. El busto fue costeado mediante suscripción popular, llevada a cabo por los vecinos del barrio de Teatinos. y el pedestal presenta una placa con la siguiente inscripción: «Apacienta como un pastor a su rebaño y amorosamente lo reúne; lleva en brazos los corderos...».